# Pilea kanaii
Pilea kanaii är en nässelväxtart som beskrevs av Kanesuke Hara. Pilea kanaii ingår i släktet pileor, och familjen nässelväxter. Inga underarter finns listade i Catalogue of Life.